# Klare tekst en cijfertekst
Klare tekst en cijfertekst zijn twee begrippen uit de cryptografie. De klare tekst is de oorspronkelijke, leesbare tekst. De versleutelde tekst heet de cijfertekst. 
De woorden cijfertekst, vercijferen en ontcijferen zijn een beetje verwarrend, want de cijfertekst kan inderdaad uit cijfers bestaan, maar nodig is dat niet. Andere woorden zijn code, coderen en decoderen, eveneens verwarrend, want die woorden worden ook gebruikt voor codes, die niet geheim zijn zoals Morsecode. De woorden versleutelen en ontsleutelen hebben binnen de cryptografie een duidelijke betekenis.
In verklarende literatuur is het gebruikelijk dat de klare tekst in kleine letters wordt geschreven en de cijfertekst in hoofdletters.
| klare tekst: | wij vallen morgen aan |
| cijfertekst: | XJK WBMMFO NPSHFO BBO |